# Pleurobema flavidulum
Pleurobema flavidulum är en musselart som först beskrevs av I. Lea 1861.  Pleurobema flavidulum ingår i släktet Pleurobema och familjen målarmusslor. IUCN kategoriserar arten globalt som utdöd. Inga underarter finns listade i Catalogue of Life.